# (6932) Tanigawadake
(6932) Tanigawadake (1994 YK) – planetoida z pasa głównego asteroid okrążająca Słońce w ciągu 3,56 lat w średniej odległości 2,33 j.a. Odkryta 24 grudnia 1994 roku.